# Aquiloeurycea cephalica
Aquiloeurycea cephalica är en groddjursart som först beskrevs av Cope 1889.  Aquiloeurycea cephalica ingår i släktet Aquiloeurycea och familjen lunglösa salamandrar. Inga underarter finns listade i Catalogue of Life.
Ett exemplar som undersöktes året 2015 var utan svans 57 mm lång och svanslängden var 61 mm. Enligt flera källor är hanar större än honor men en källa hade motstridiga uppgifter.
Arten förekommer med flera från varandra skilda populationer i södra Mexiko i delstaterna Hidalgo, Tlaxcala, Veracruz, Puebla, Morelos och Distrito Federal. Några av dessa populationer som än så längre räknas till Aquiloeurycea cephalica utgör kanske en art som hittills saknar vetenskaplig beskrivning. Detta groddjur lever i bergstrakter och på högplatå mellan 1100 och 3250 meter över havet. Individerna vistas i blandskogar, främst med ekar, tallar och ädelgranar. De gömmer sig ofta bakom stenar, stora träbitar eller bland annan bråte. Skogarna behöver inte vara ursprungliga och ibland besöks trädgårdar.
Honor lägger 22 till 28 ägg per tillfälle.
Beståndet hotas av skogsbruk samt av skogens omvandling till jordbruksmark eller samhällen. Hos några individer registrerades svampen Batrachochytrium dendrobatidis. Sjukdomen som orsakas av svampen dödade många groddjur i Europa. Ifall svampen får fäste i Mexiko är den ett allvarligt hot mot hela beståndet. Populationen minskar men Aquiloeurycea cephalica är fortfarande vanligt förekommande. IUCN kategoriserar arten globalt som livskraftig (LC).